# Palace Hotel, Rostov-na-Donu

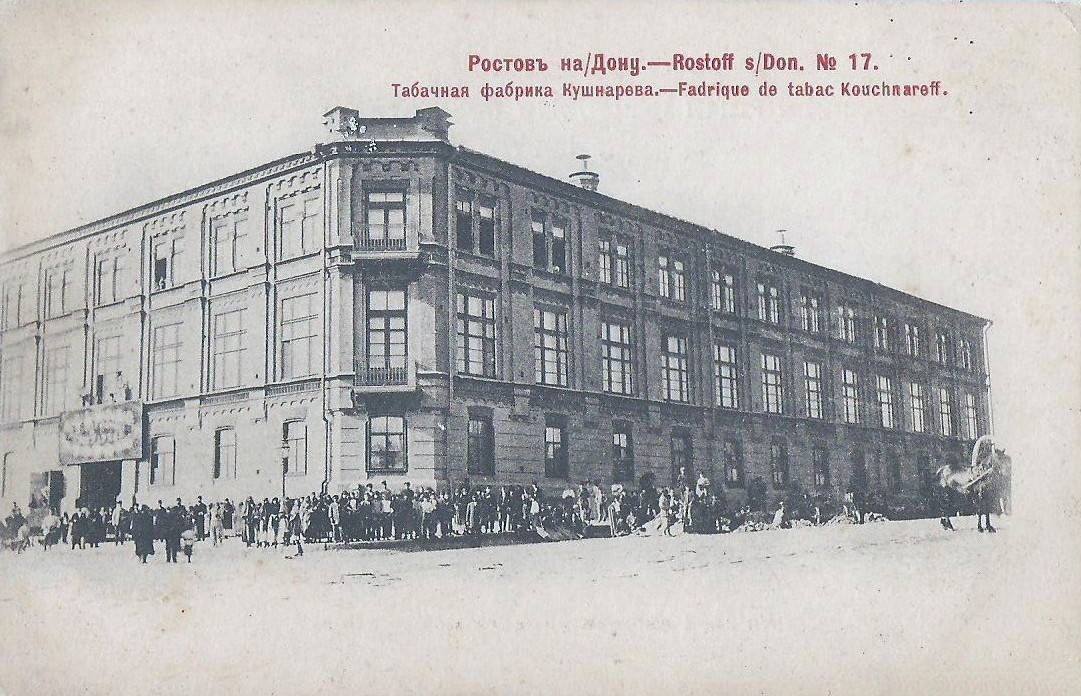
Kusjnarevs tobaksfabrik på ett vykort taget mellan 1900 och 1917

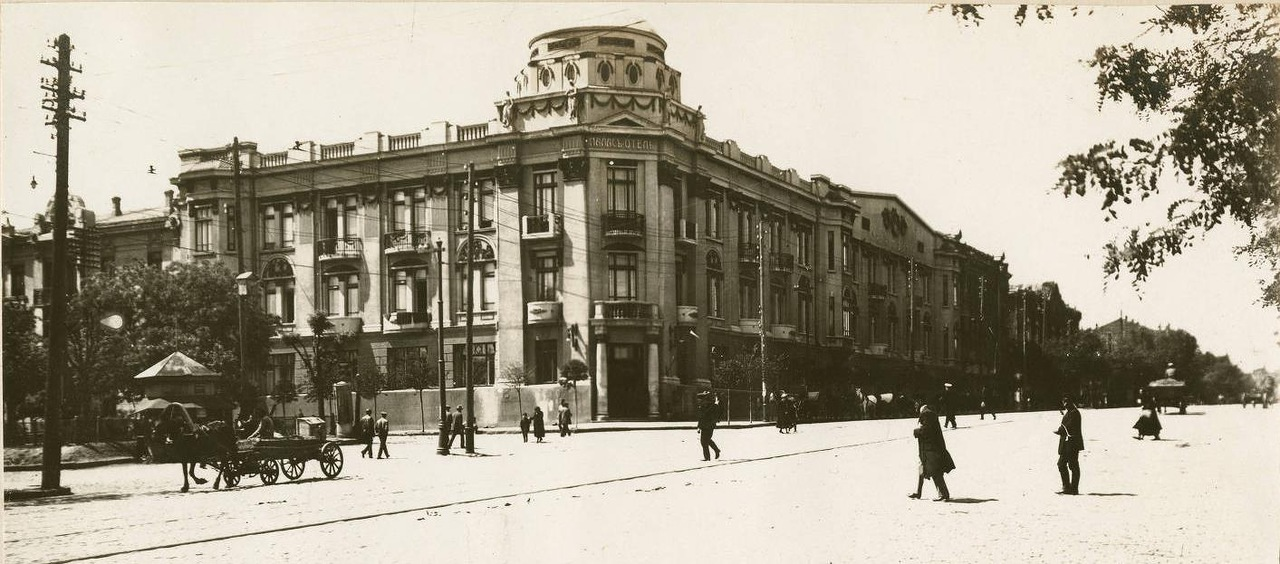
Palace Hotel, 1918

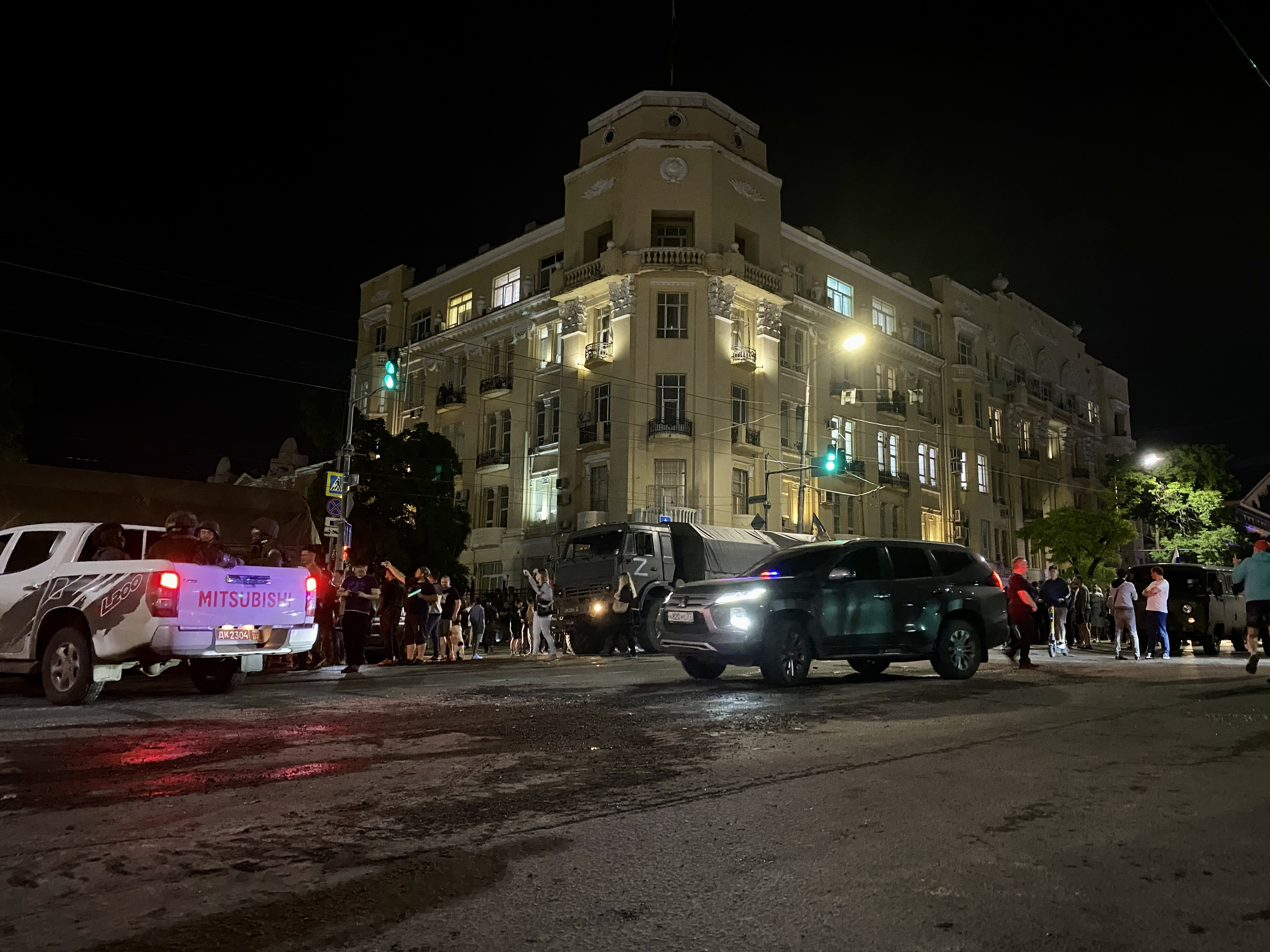
Södra militärdistriktets högkvarter i tidigare Palace Hotel under Wagnergruppens ockupation den 23 juni 2023

Palace Hotels byggnad i Rostov-na-Donu är en kulturskyddad byggnad, som ursprungligen uppfördes på 1880-talet för Kusjnarevs tobaksfabrik. 
Huset uppfördes i tre våningar. Det byggdes om till förstaklasshotellet Palace Hotel i empirstil 1914-1915 efter ritningar av den rysk-armeniske arkitekten Arutjun Zakiev (1874–1945). Hotellet hade omkring 70 dubbel- och trebäddsrum. Det hade en stor matsal med plats för upp till 800 besökare och med en orkesterestrad vid kortväggen.
Huset byggdes senare på med två våningar.
Under perioden mars–maj 1918 inhyste Palace Hotel regeringen i den kortlivade Sovjetrepubliken Don under de revolutionära donkosackerna Fedor Podtelkov (1886–1918) och Mikail Krivoshlykov (1894–1918). I maj 1918 ockuperades Rostov-na-Donu av vita trupper, och därefter fungerade byggnaden åter som hotell. Från 1920 inhyste det militära högkvarter. Idag finns där bland annat högkvarteret för Södra militärdistriktet.